# Síbia d'orelles blanques
La síbia d'orelles blanques (Heterophasia auricularis) és un ocell de la família dels leiotríquids (Leiothrichidae).

## Hàbitat i distribució
Habita boscos de roures de les muntanyes de Taiwan.